# Antofagasta de la Sierra (departamento)
Antofagasta de la Sierra é um departamento da Argentina, localizado na província de Catamarca.

## Demografia
Segundo os Censos de 2010, a população do departamento em 2010 era de 1.436 habitantes.
Últimos censos:
- 2001: 1.282 habitantes
- 2010: 1.436 habitantes